# Fernand Lantoine
Pour les articles homonymes, voir Lantoine.
Fernand Lantoine (Maretz, 1876-Paris, 1956) est un peintre et un dessinateur français, souvent assimilé à l'École belge.

## Biographie
Fils de médecin, Fernand Désiré Louis Lantoine naît à Maretz, dans le nord de la France, le 13 avril 1876. À l'âge de quinze ans, il s'installe avec sa famille à Uccle, près de Bruxelles, où il habitera pendant une cinquantaine d'années. Une présence entrecoupée, cependant, de nombreux séjours hors de Belgique.
Entre 1894 et 1897, il effectue son service militaire dans le 4e régiment d'infanterie de marine, à Brest. Ce contact avec la mer stimule son goût naissant pour les horizons lointains. Il étudie ensuite à l'école des Beaux-Arts, à Paris, où il fait la rencontre de Paul Signac, dont le néo-impressionnisme devait marquer sa production ultérieure. Pour l'heure, ayant regagné la Belgique, il rejoint le groupe d'avant-garde Le Sillon, où il fait ses premiers pas en tant qu'artiste, et dont il adopte provisoirement le réalisme austère. Dans le creuset artistique du Bruxelles de la Belle Époque, il représente d'abord des scènes de rues et de cabarets, ainsi que des paysages de Belgique (de la vallée mosane en particulier,). Il se rapproche des membres du groupe d'avant-garde bruxellois de la Libre Esthétique, expose à leur salon et, en 1903, au salon triennal des Beaux-Arts. À cette époque, il voyage sur la Côte d'Azur et dans les Baléares. C'est, dit-on, dans ces îles qu'il eut la révélation de la lumière,. Sa peinture se réoriente vers une interprétation plus claire et colorée de la réalité, par touches fragmentées. Une évolution si marquée à la veille de la Première Guerre mondiale que la critique qualifie Lantoine tantôt de pointilliste, tantôt de luministe,.
Quand éclate le conflit, Lantoine est mobilisé sur le front belge. Le 6 septembre 1914, la place forte de Maubeuge qu'il défend capitule. Fait prisonnier par les Allemands, il est déplacé vers le Rhin, puis vers le Niemen, sur le front russe. Il y est employé à creuser des tranchées et empierrer des routes mais trouve assez d'énergie pour réaliser des dessins et des aquarelles. Celles-ci feront l'objet, en 1920, d'une exposition qui remportera un grand succès. L'année suivante, il fera publier à Bruxelles une Histoire complète de la guerre en vingt-cinq planches gravées sur bois où se décèle la volonté de schématisation qui imprègne peu à peu son œuvre.
Devenu peintre de la Marine en 1922, il embarque à bord de la flotte française pour des missions en Méditerranée et en Afrique du Nord.
En 1925, dans le cadre de ses missions, il fait la découverte du Congo belge où il retrouve les artistes belges Auguste Mambour, Pierre de Vaucleroy et Fernand Allard l’Olivier. Sa peinture acquiert alors une simplicité tout à fait frappante, loin du maniérisme de certains de ses contemporains orientalistes. Interrogé par La Nervie (revue franco-belge d'art et de lettres), Lantoine exprime la spécificité de sa peinture africaniste : pour lui, d'un côté l'orientalisme, fastueux, tout de lumière et de mouvement; de l'autre, l'africanisme, grave, sobre et mystérieux. Le Congo qu'il explore lui inspire de la puissance, de la grandeur, mais pas de joie. Il peint d'ailleurs dans des tons assourdis, à rebours des contrastes et de l'éclat dont l'imagination populaire parait l'Afrique. Il estime par ailleurs que l'art brut africain n'a pas vocation à entrer dans sa création : "Pourquoi tenir compte de l'art nègre, art que les Blancs ont déjà mis en décadence ? L'immensité du paysage, la démarche d'un Noir, sont des éléments inépuisables à l'inspiration de l'artiste."
Il expose en 1927 au Salon des artistes français puis, en 1931, à  l'Exposition coloniale internationale de Paris. Le succès de ses tableaux africains est tel qu'il est chargé de décorer les paquebots Léopoldville et Albertville de la Compagnie maritime belge du Congo, ainsi que quatre paquebots-poste reliant Ostende à Douvres.

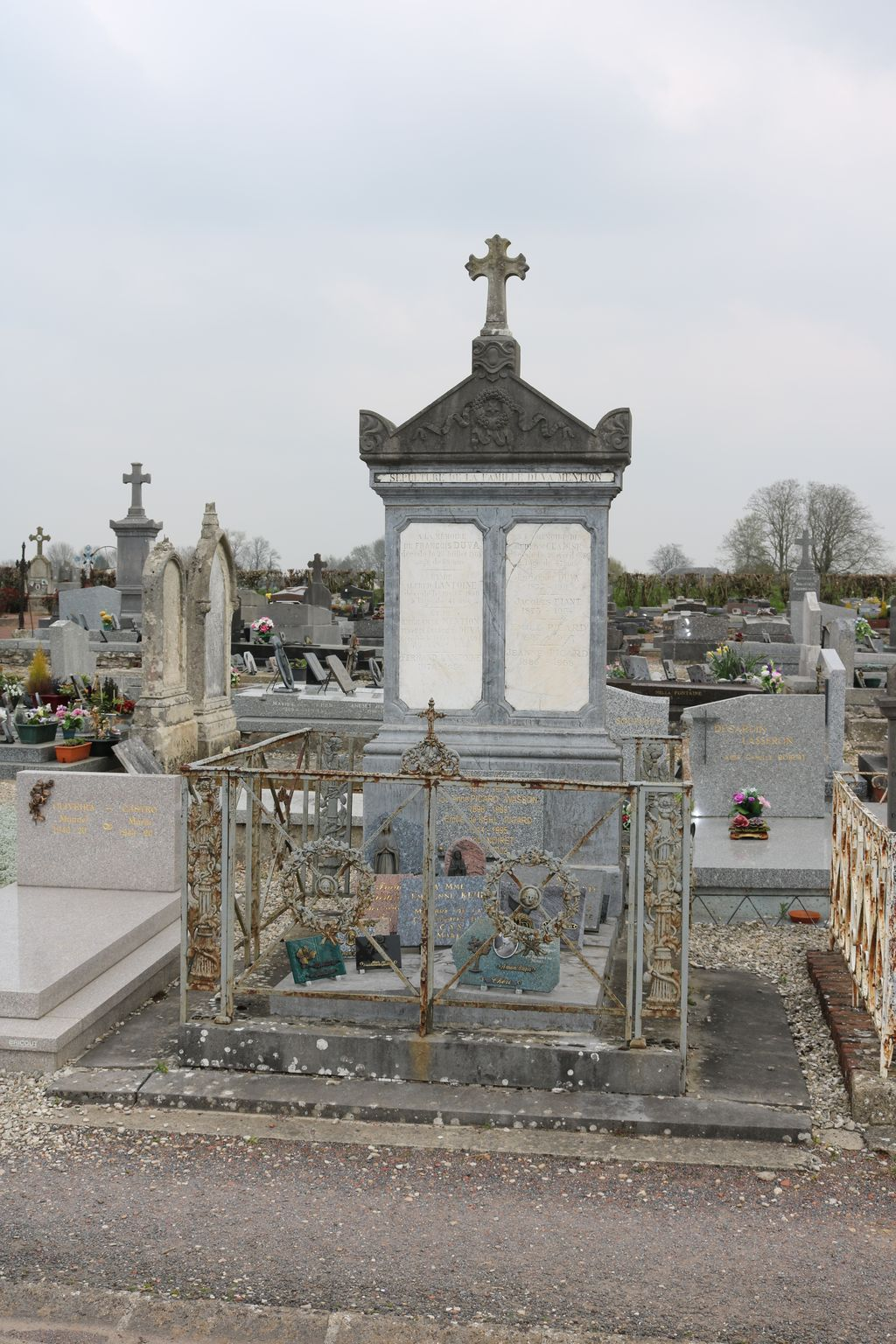
Tombe de Fernand Lantoine au cimetière de Maretz.

En 1934, il participe à une exploration de l'Arctique et peint les fjords norvégiens. Ses œuvres sont exposées l'année suivante au Salon des artistes français.
Cependant, Lantoine demeure attiré par le Sud. En 1936, il obtient une bourse de voyage pour l'Afrique-Occidentale française puis se rend en Océanie, à Madagascar et sur côte des Somalis. Il remporte au Salon des Artistes de ce temps, la même année, les prix coloniaux de l'Afrique-Occidentale française et de Madagascar puis, en 1940, celui du Maroc.
Ses voyages s'interrompent pendant la Seconde Guerre mondiale. Réfugié à Nice, il est confronté aux difficultés matérielles liées à l'Occupation (tableaux perdus ou hors d'atteinte, complications de transports, pénurie d'emballage) et doit renoncer à exposer.
De retour en France en 1946, il s'installe à Paris où il est fait, en 1948, chevalier de la Légion d'honneur. Il effectue encore quelques expéditions à l'occasion desquelles il réalise des illustrations et collabore à la revue des forces navales françaises Cols Bleus. Voyageant à son propre compte, il atteint Madagascar, laissant de la Grande Ile des impressions écrites publiés à son retour sous forme d'article dans la Revue coloniale belge ; puis c'est Djibouti et la Côte Française des Somalis où il se trouve en 1955.
Fernand Lantoine meurt à son domicile à Paris (18e), le 19 juin 1956. Il est inhumé au cimetière de Maretz.
Maretz, son village natal, voit la construction d'un groupe scolaire dont les travaux ont débuté en 2020. Ce groupe scolaire portera le nom de Fernand Lantoine. Ce choix a été annoncé lors des vœux du maire début 2020.
Pour la rentrée scolaire 2020, les écoles maternelle et primaire de Maretz ont fusionné pour former l'école primaire Fernand Lantoine. L'école est inaugurée le 17 septembre 2022.

## L'œuvre
Fernand Lantoine aura été un témoin et un acteur privilégié de son temps. Une époque traversée de multiples courants artistiques et coupée par la Grande guerre qui influera de manière décisive sur son œuvre. Sans adhérer à toutes les innovations artistiques de son époque, il fera sans cesse évoluer sa technique picturale. Une évolution qui, grâce à ses nombreux voyages, ira de pair avec le renouvellement de ses sources d'inspiration.
Dans la notice biographique que lui consacrent Lynne Thornton et Florence Austin sur Les Africanistes, peintres voyageurs, On peut lire : « D'abord attiré par le pointillisme de Théo van Rysselberghe puis persuadé que le dessin le plus structuré devait sous-tendre la couleur, il était parvenu à un style austère, épuré jusqu'à l'extrême ».
Son œuvre reflète cette transition : proche ami de Paul Signac, il passe de la mouvance néo-impressionniste avec des touches divisées et des tons vifs, presque fauves, à une inspiration symboliste proche d'Henri Martin, avant d'opter pour un style marqué par la prééminence de la ligne et de la structure sur la couleur.
Cette évolution est à mettre en rapport avec le besoin profond de ressourcement des sociétés européennes, hautement civilisées et industrialisées mais meurtries par les horreurs de la guerre. Les contacts recherchés en Afrique avec des cultures radicalement différentes, qualifiées de primitives, nourrissent le besoin de ressourcement des milieux artistiques lassés des raffinements de l'Art nouveau et du symbolisme. L'émergence de l'Art déco vers 1925 (qui coïncide avec le voyage de Lantoine au Congo belge) est ainsi fortement teinté de primitivisme, courant auquel on rattache généralement Fernand Lantoine.

## Décorations
- Chevalier de la Légion d'honneur (1948)
- Médaille commémorative de la guerre 1914–1918 (1920)

## Expositions
- Expositions du groupe d'avant-garde Le Sillon
- Salon triennal des Beaux-Arts, Bruxelles, dès 1903[4]
- Salon de La Libre Esthétique[3]
- Salon des Indépendants, Bruxelles, 1906[17]
- Salon triennal, Bruxelles, 1907[8]
- Salon des Indépendants, Paris, 1907[4]
- Salon du Cercle artistique de Tournai, 1909[18]
- Salon des Indépendants, Bruxelles, 1909[6]
- Salon des Indépendants, Paris, 1910[19]
- Salon des Indépendants, Bruxelles, 1911[7]
- Salon de l'Union internationale des Beaux-Arts et des lettres, Alcazar d'été, Paris, 1911[20]
- Salon du Cercle de l'Union, Bruxelles, 1912[21]
- Salon des Indépendants, Paris, 1913 (avec deux nus ou baigneuses)[16]
- Salon de la Libre Esthétique, Bruxelles, 1913[22]
- Salon des Indépendants, Paris, 1914[11]
- Cercle artistique, Bruxelles, 1919
- Salon des Indépendants, Paris, 1921 (avec des bois)[23]
- Exposition de F. Lantoine, Le Congo, Galerie de Spectacles, Bruxelles, 1926[9]
- Exposition F. Lantoine, Cercle artistique, Bruxelles, 1927[9]
- Salon de la Société des Artistes français, Paris, 1927[24],[25]
- Exposition des Artistes belges, Alger, 1928[26]
- Exposition coloniale internationale, Paris, 1931[4]
- 18e groupe des Artistes de ce temps, Petit-Palais, Paris, 1936[13]
- Exposition F. Lantoine, Dakar, 1936[12]
- Salon de 1940, Paris[14]
- Galerie Van Loo, Bruxelles, 1979
- Rétrospective Fernand Lantoine, Galerie La clef de voûte, Paris, 1983

## Collections publiques
- Musée National des Arts d'Afrique et d'Océanie[12]
- Musée des Années 30, Boulogne-Billancourt (Hauts-de-Seine)
- Ministère de la Défense, Paris[27]
- Préfecture de la Dordogne, Périgueux[28]
- Banque Belgolaise, Bruxelles[12]

## Hommage
- L'école de Maretz porte le nom de Fernand Lantoine.

## Sources
- Lynne Thornton et Florence Austin, Les Africanistes, peintres voyageurs, 1860-1960, ACR Édition, 1990.
- Gérald Schurr et Pierre Cabanne, Dictionnaire des petits maîtres de la peinture.
- Jean-Noël Marchand, Dictionnaire des peintres français de la Mer et de la Marine, 339 p.
- Belgian Artist, 2008, Michel Massant, Éditions COLLECT Art Antiques Auctions  (ISBN 905756015-1)
- Michel Casiez, Vincent Casiez, Histoire et Patrimoine de Maretz, Histoire et Patrimoine du Cambrésis et du Vermandois, 2022   (ISBN 9782957946617)